# Condado de Russell (Virgínia)
O Condado de Russell é um dos 95 condados do estado americano de Virgínia. A sede do condado é Gate City, e sua maior cidade é Gate City. O condado possui uma área de 1395 km² (dos quais 5 km² estão cobertos por água), uma população de 23 403 habitantes, e uma densidade populacional de 17 hab/km² (segundo o censo nacional de 2000). O condado foi fundado em 1786.